# 1924년 하계 올림픽 축구
1924년 하계 올림픽 축구는 파리의 1924년 하계 올림픽에서 열린 6번째 올림픽 축구 대회이다.
이 대회에 4개 대륙의 22개국이 참가했는데, 아프리카의 이집트(전번 대회에 이어 참가)와 터키, 남아메리카의 우루과이, 그리고 북아메리카의 미국이 참가했다.
이번 대회에 처음 출전한 우루과이는 무패로 금메달을 획득하며 인상적인 성과를 냈다.

## 경기장
| 콜롱브            | 스타드 올랭피크스타드 베르제이르스타드 페르싱스타드 드 파리 · 파리 위치 지도 | 스타드 올랭피크스타드 베르제이르스타드 페르싱스타드 드 파리 · 파리 위치 지도 | 파리              |
| 스타드 올랭피크   | 스타드 올랭피크스타드 베르제이르스타드 페르싱스타드 드 파리 · 파리 위치 지도 | 스타드 올랭피크스타드 베르제이르스타드 페르싱스타드 드 파리 · 파리 위치 지도 | 스타드 베르제이르 |
| 수용 인원: 60,000 | 스타드 올랭피크스타드 베르제이르스타드 페르싱스타드 드 파리 · 파리 위치 지도 | 스타드 올랭피크스타드 베르제이르스타드 페르싱스타드 드 파리 · 파리 위치 지도 | 수용 인원: 10,455 |
|                   | 스타드 올랭피크스타드 베르제이르스타드 페르싱스타드 드 파리 · 파리 위치 지도 | 스타드 올랭피크스타드 베르제이르스타드 페르싱스타드 드 파리 · 파리 위치 지도 |                   |
| 파리              | 스타드 올랭피크스타드 베르제이르스타드 페르싱스타드 드 파리 · 파리 위치 지도 | 스타드 올랭피크스타드 베르제이르스타드 페르싱스타드 드 파리 · 파리 위치 지도 | 센-생-드니        |
| 스타드 페르싱     | 스타드 올랭피크스타드 베르제이르스타드 페르싱스타드 드 파리 · 파리 위치 지도 | 스타드 올랭피크스타드 베르제이르스타드 페르싱스타드 드 파리 · 파리 위치 지도 | 스타드 드 파리    |
| 수용 인원: 8,110  | 스타드 올랭피크스타드 베르제이르스타드 페르싱스타드 드 파리 · 파리 위치 지도 | 스타드 올랭피크스타드 베르제이르스타드 페르싱스타드 드 파리 · 파리 위치 지도 | 수용 인원: 5,145  |
|                   | 스타드 올랭피크스타드 베르제이르스타드 페르싱스타드 드 파리 · 파리 위치 지도 | 스타드 올랭피크스타드 베르제이르스타드 페르싱스타드 드 파리 · 파리 위치 지도 |                   |

## 아마추어 지위
1921년 벨기에 축구 협회가 업무에서 빠진 선수들에게 처음으로 수당을 지급했다. 그 후 4개국 협회(스위스와 이탈리아 포함)가 그와 유사한 형태의 수당을 주었다. 그에 앞서 1884년 조항을 규정했던 잉글랜드 축구 협회는 국제 축구 연맹에 자신의 성명문을 따른 것을 건의했다. 건의문은 다음과 같다: "협회에 등록된 선수는... 보수를 받는...어느 종류든... 실비는 보장해주어야 하며, 프로 선수로 간주되어야 한다."
1923년, 영연방의 4개 협회는 국제 축구 연맹이 이 조항을 따르도록 설득했다. 국제 축구 연맹 국제 축구 평의회의 거절로 인해 영국과 덴마크는 1924년 하계 올림픽 축구 대회에서 기권했다.

## 참가국
버나드 조이는 1960년에 쓴 저서 축구에서 1912년 대회의 스웨덴 당국이 "축구를 대회 정식 종목으로 포함시킬지 오래 토론했다 ... 아직 인기가 세계구급은 아니기 때문이다."라고 적었다. 그로부터 12년 후인 파리 대회에서는 올림픽의 인기 종목으로 급상해 대회 매출액의 1/3이 축구에서 나왔다. 내적 발전 측면에서 보면 대회에 처음으로 주요 대회에 남아메리카 선수단이 이 시점부터 유럽 대회에 참가하기 시작했다.

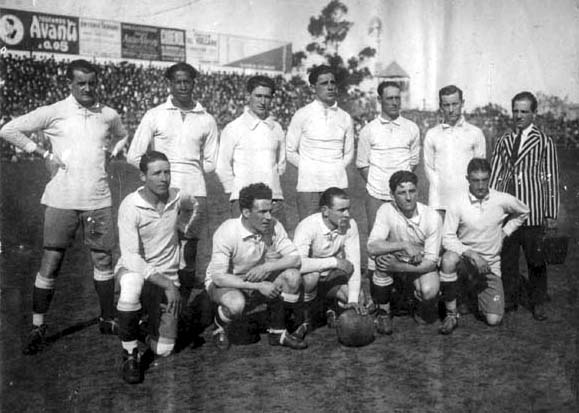
우루과이 선수단은 남아메리카 선수권을 대회 1년 전에 우승했다

파리 대회에 우루과이는 파리에 도착하기 위해 3등석에 몸을 실었고 그에 앞서 스페인을 성공적으로 돌아다녔고, 18개의 유럽 선수단, 미국, 터키, 그리고 이집트 선수단이 합류했다.
우루과이는 전년 12월에 역대 최다 승점으로 1923년 남아메리카 선수권을 우승하여 남아메리카의 유일한 참가 선수단이 되었다. 우루과이는 최종전에서 아르헨티나를 2-0으로 꺾었는데, 페드로 페트로네가 전반 중간에 득점을 올렸다. 조이는: "전문의나 체력관리자가 감독만큼이나 중요한 감독진 요소이다. 이들은 사명감을 갖고 최고의 신체적 상태를 유지토록 한다. 이들은 파리의 주요 관광 명소에서 멀리 떨어진 아르장퇼 마을에 자리잡았다." 파리 대회에서 호세 레안드로 안드라데는 훗날 밤의 경이로운 자라는 별칭으로 수식되었다. 대회 전까지 남아메리카 밖을 빠져나가지 않아 무명이었던 그는 부에노스 아이레스와 몬테비데오 사이 해협을 건넌 것이 해외 경험의 전부였었다.
1922년부터 무패행진을 이어오던 이탈리아는 후고 마이슬의 초기 불가사의 군단에 0-4로 패했다.(이후 이들은 대회에 불참했다). 대회 6주를 앞두고 이탈리아는 헝가리에게도 1-7로 대패했다. 잔피에로 콤비가 선수단에서 이탈한 것 외에 비토리오 포초 감독은 선수단에 큰 변화를 주지 않았다. 결국 이탈리아는 이 대회에서 선전하지 못했다. 유고슬라비아도 상황은 비슷했다. 선수단을 제외하는 대신에 벨리코 우그리니치 감독을 해임했고(자그레브에서 오스트리아에 1-4로 패한 후) 후임으로 토도르 세쿨리치를 임명했지만 별 효과가 없었다.
헝가리는 전년도의 선전을 이어왔지만, 대회 며칠을 앞두고 스위스에 패했다. 국가대표팀에서 2년 활약한 막스 아베글렌은 그날 스위스 국가대표팀 개인 7호골을 기록했다. 스위스는 선전에도 불구하고 대회 기권 직전까지 갔다. 선수단은 열차표를 샀지만 10일동안만 유효했고, 금전적 여유가 없었다. 스포르트에 구호 요청한 덕에 스위스 선수단은 자금을 확보할 수 있었다.
이번이 2번째 대회 참가인 이집트는 첫 경기부터 큰 이변을 일으켰다. 전 대회 결승에 진출한 양국이 모두 이 대회에 참가했다. 벨기에는 부전승으로 1라운드를 통과했고, 체코슬로바키아는 1라운드에서 터키를 상대했다.

## 대회 본선

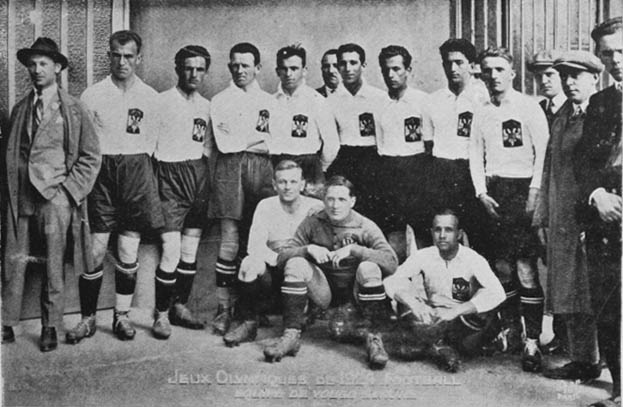
유고슬라비아는 이 대회에서 부진했다

대회 1라운드에서 1920년 대회 은메달을 획득한 스페인은 이탈리아와 격돌했다. 전 대회부터 이때까지 스페인은 벨기에에 1골차로 1번밖에 패하지 않았고, 1924년 3월에는 이탈리아와 0-0 무승부를 거두었었다. 스페인은 이탈리아를 상대로 큰 성과를 거두지 못했다. 콜롱브 경기장에서 벌어진 경기는 페드로 바야나의 자책골로 이탈리아의 승리가 되었다.
헝가리는 폴란드를 상대로 5골을 넣었고, 스위스도 리투아니아를 9-0으로 뭉갰다. 우루과이는 조이의 말대로 순발력, 기술, 완벽한 공 제어로 1류 축구를 했다. 짧은 공넘김과 지능적인 위치 선정으로, 공을 가지고 모든 것을 구현하여, 상대를 바쁘게 만들었다. 우루과이는 유고슬라비아의 골망을 7번 흔들어 순항을 시작했고, 이어서 미국을 3대0으로 이겼다.

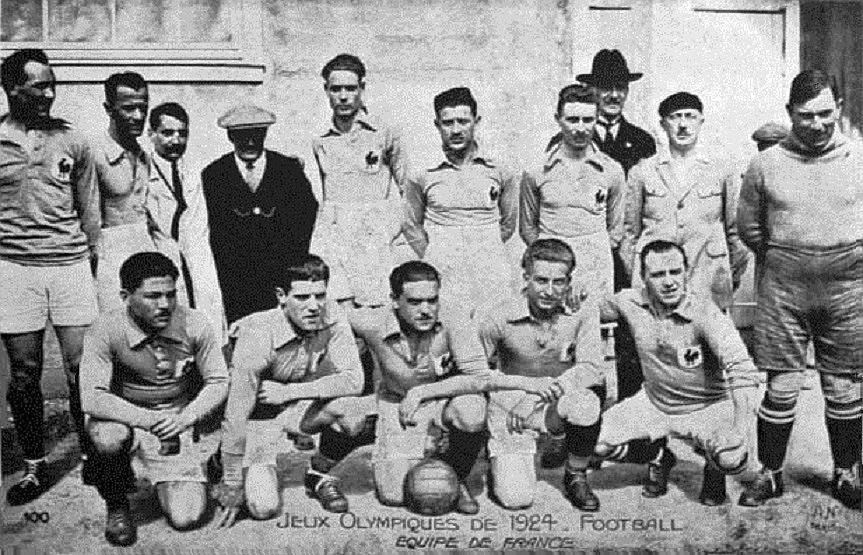
프랑스는 우루과이에 무릎울 꿇었다

체코슬로바키아(1920년 대회 결승전에서 기권했다)는 스위스와 연장전까지 접전을 벌였다. 체코슬로바키아는 1명이 퇴장 당한 상태에서 노르웨이 심판이 승부가 나지 않은 상황에 경기 종료를 선언했다. 재경기에서 아베글런은 주장의 몫을 해냈다. 스위스는 1골에 힘입어 2라운드로 진출했다. 1라운드에는 2번의 이변이 더 일어났는데, 이집트는 헝가리에 3-0 대승을 거두었다. 스웨덴도 전 대회 금메달리스트를 8-1로 완파했다. 오스카르 페르베이크의 자책골에 힘입어 스웨덴은 다음 라운드에 진출했다. 스벤 리델 또한 이 경기에서 해트트릭을 기록했고, 최좌측 공격수 루돌프 코크(훗날 1948년에 조지 레이너 감독과 지도부를 맡았다)는 또다시 물 오른 기량을 선보이며 이집트전 5-0 대승을 견인했다. 프랑스와 네덜란드는 16강전에서 대승을 거두고 나란히 올라갔지만, 우루과이가 프랑스를 5-1로 대파하고 준결승전에 올라갔다.

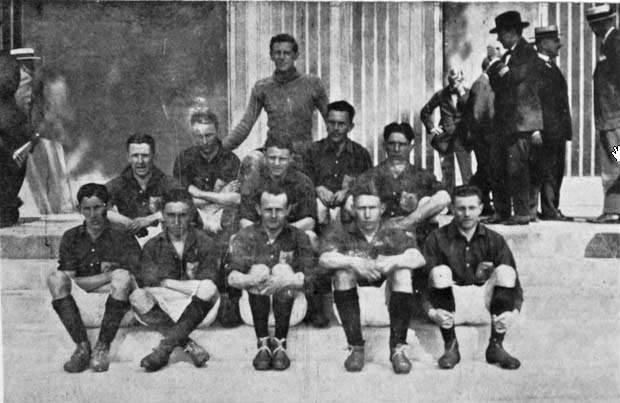
네덜란드는 준결승전에서 우루과이에 패했다

또다른 8강전에서 이탈리아와 스위스가 격돌했고, 막스 아베글렌이 귀중한 결승골을 올렸다. 이탈리아는 그의 골이 오프사이드라고 항의했지만, 요하너스 뮈터르스 주심은 부심의 결정을 번복하지 않았다. 논란의 순간은 준결승전에도 나왔는데, 네덜란드(윌리엄 턴리 전 블랙번 로버스 선수가 지휘)는 우루과이를 상대로 페예노르트 케이스 페일이 득점하면서 앞서나갔다. 경기 20분을 남기고 페드로 세아가 동점골을 기록했고, 10분도 남지 않은 상황에 조르즈 바야 프랑스인 주심이 우루과이에 페널티킥을 선언했다. 국제 축구 연맹은 다음과 같이 기록했다: "페널티 킥 판정에 네덜란드가 항의했고, 결승골을 기록했으나, 우루과이는 결승전에서 네덜란드인 주심 배정에 올림픽 위원회에 항의했다. 남아메리카선수단을 진정하기 위해 위원회는 모자에서 제비뽑기로 프랑스인 마르셀 슬라위크를 배정하기로 결정했다." 다른 준결승전에서 스위스가 스웨덴을 이기고 결승전에 진출했다.
결승전에서 우루과이가 스위스를 이겼는데, 후반전 2골에 힘입어 상대의 꿈을 물거품으로 만들었고, 결국 우루과이가 3-0으로 이겼다. 결승전에 대한 관심은 뜨거웠는데, 60,000명이 우루과이의 경기를 보았고, 10,000명이 대기줄에 서기만 했을 정도였다.

### 1라운드
| 이탈리아            | 1–0    | 스페인 |
| ------------------- | ------ | ------ |
| 바야나 84′ (자책골) | 리포트 |        |

| 체코슬로바키아                                               | 5–2    | 튀르키예        |
| ------------------------------------------------------------ | ------ | --------------- |
| 즐로우프 21′ · 제들라체크 28′, 37′ · 노바크 64′ · 차페크 74′ | 리포트 | 레페트 63′, 82′ |

| 스위스                                                                                           | 9–0    | 리투아니아 |
| ------------------------------------------------------------------------------------------------ | ------ | ---------- |
| 스투르세네헤르 2′, 43′, 68′, 85′ · 디트리히 14′ · 아베글렌 41′, 50′, 58′ · 람사이어 63′ (페널티) | 리포트 |            |

| 미국                    | 1–0    | 에스토니아 |
| ----------------------- | ------ | ---------- |
| 스트레이든 15′ (페널티) | 리포트 |            |

| 우루과이                                                                 | 7–0    | 유고슬라비아 왕국 |
| ------------------------------------------------------------------------ | ------ | ----------------- |
| 비달 20′ · 스카로네 23′ · 세아 50′, 80′ · 페트로네 35′, 61′ · 로마노 58′ | 리포트 |                   |

| 헝가리                                             | 5–0    | 폴란드 |
| -------------------------------------------------- | ------ | ------ |
| 에이센호퍼 14′ · 히르저 51′, 58′ · 오퍼터 70′, 87′ | 리포트 |        |

### 16강전
| 프랑스                                                 | 7–0    | 라트비아 |
| ------------------------------------------------------ | ------ | -------- |
| 크뤼 17′, 28′, 55′ · 니콜라 25′, 50′ · 보예르 71′, 87′ | 리포트 |          |

| 네덜란드                                                           | 6–0    | 루마니아 |
| ------------------------------------------------------------------ | ------ | -------- |
| 후르흐로녜 8′ · 페일 32′, 52′, 66′, 68′ · 더 나트리스 69′ (페널티) | 리포트 |          |

| 스위스       | 1–1 (연) | 체코슬로바키아        |
| ------------ | -------- | --------------------- |
| 디트리히 79′ | 리포트   | 슬로우프 21′ (페널티) |

| 스위스   | 1–0    | 체코슬로바키아 |
| -------- | ------ | -------------- |
| 파슈 87′ | 리포트 |                |

| 자유 아일랜드 | 1–0    | 불가리아 |
| ------------- | ------ | -------- |
| 던컨 75′      | 리포트 |          |

| 이탈리아                       | 2–0    | 룩셈부르크 |
| ------------------------------ | ------ | ---------- |
| 발론치에리 20′ · 델라 발레 38′ | 리포트 |            |

| 스웨덴                                                           | 8–1    | 벨기에     |
| ---------------------------------------------------------------- | ------ | ---------- |
| 코크 8′, 24′, 77′ · 리델 20′, 61′, 83′ · 브로메손 30′ · 켈러 46′ | 리포트 | 라르노 67′ |

| 이집트                    | 3–0    | 헝가리 |
| ------------------------- | ------ | ------ |
| 야칸 4′, 58′ · 헤가지 40′ | 리포트 |        |

| 우루과이                         | 3–0    | 미국 |
| -------------------------------- | ------ | ---- |
| 페트로네 10′, 44′ · 스카로네 15′ | 리포트 |      |

### 8강전
| 프랑스     | 1–5    | 우루과이                                          |
| ---------- | ------ | ------------------------------------------------- |
| 니콜라 12′ | 리포트 | 스카로네 2′, 24′ · 페트로네 58′, 68′ · 로마노 83′ |

| 스웨덴                                          | 5–0    | 이집트 |
| ----------------------------------------------- | ------ | ------ |
| 카우펠트 5′, 71′ · 브로메손 31′, 34′ · 리델 49′ | 리포트 |        |

| 스위스                            | 2–1    | 이탈리아      |
| --------------------------------- | ------ | ------------- |
| 스투르세네헤르 47′ · 아베글렌 60′ | 리포트 | 델라 발레 52′ |

| 네덜란드            | 2–1 (연) | 자유 아일랜드 |
| ------------------- | -------- | ------------- |
| 포르메노이 7′, 104′ | 리포트   | 겐트 33′      |

### 준결승전
| 스위스            | 2–1    | 스웨덴   |
| ----------------- | ------ | -------- |
| 아베글렌 15′, 77′ | 리포트 | 코크 41′ |

| 우루과이                         | 2–1    | 네덜란드 |
| -------------------------------- | ------ | -------- |
| 세아 62′ · 스카로네 81′ (페널티) | 리포트 | 페일 32′ |

### 동메달 결정전
| 스웨덴       | 1–1    | 네덜란드      |
| ------------ | ------ | ------------- |
| 카우펠트 44′ | 리포트 | 르 페브르 77′ |

| 스웨덴                       | 3–1    | 네덜란드                |
| ---------------------------- | ------ | ----------------------- |
| 리델 34′, 77′ · 룬퀴스트 42′ | 리포트 | 포르메노이 43′ (페널티) |

### 금메달 결정전
| 우루과이                            | 3–0    | 스위스 |
| ----------------------------------- | ------ | ------ |
| 페트로네 9′ · 세아 65′ · 로마노 82′ | 리포트 |        |

| GK                |  | 안드레스 마살리        |
| DF                |  | 호세 나사시            |
| DF                |  | 페드로 아리스페        |
| MF                |  | 호세 레안드로 안드라데 |
| MF                |  | 호세 비달              |
| MF                |  | 알프레도 기에라        |
| FW                |  | 산토스 우르디나란      |
| FW                |  | 엑토르 스카로네        |
| FW                |  | 페드로 페트로네        |
| FW                |  | 페드로 세아            |
| FW                |  | 앙헬 로마노            |
| 감독:             |  |                        |
| 에르네스토 피골리 |  |                        |

|               |  |                       |  |
|               |  |                       |  |
| GK            |  | 한스 풀버             |  |
| DF            |  | 아돌프 레몽           |  |
| DF            |  | 루돌프 람사이어       |  |
| MF            |  | 아우구스트 오버하우저 |  |
| MF            |  | 파울 슈미틀린         |  |
| MF            |  | 아론 폴리츠           |  |
| FW            |  | 칼 에렌볼거           |  |
| FW            |  | 로베르 파슈           |  |
| FW            |  | 발터 디트리히         |  |
| FW            |  | 막스 아베글렌         |  |
| FW            |  | 파울 페슬러           |  |
| 감독:         |  |                       |  |
| 토머스 덕워스 |  |                       |  |

| GK                |  | 안드레스 마살리        |
| DF                |  | 호세 나사시            |
| DF                |  | 페드로 아리스페        |
| MF                |  | 호세 레안드로 안드라데 |
| MF                |  | 호세 비달              |
| MF                |  | 알프레도 기에라        |
| FW                |  | 산토스 우르디나란      |
| FW                |  | 엑토르 스카로네        |
| FW                |  | 페드로 페트로네        |
| FW                |  | 페드로 세아            |
| FW                |  | 앙헬 로마노            |
| 감독:             |  |                        |
| 에르네스토 피골리 |  |                        |

|               |  |                       |  |
|               |  |                       |  |
| GK            |  | 한스 풀버             |  |
| DF            |  | 아돌프 레몽           |  |
| DF            |  | 루돌프 람사이어       |  |
| MF            |  | 아우구스트 오버하우저 |  |
| MF            |  | 파울 슈미틀린         |  |
| MF            |  | 아론 폴리츠           |  |
| FW            |  | 칼 에렌볼거           |  |
| FW            |  | 로베르 파슈           |  |
| FW            |  | 발터 디트리히         |  |
| FW            |  | 막스 아베글렌         |  |
| FW            |  | 파울 페슬러           |  |
| 감독:         |  |                       |  |
| 토머스 덕워스 |  |                       |  |

## 최종 순위
축구의 통상적 통계에 따라 연장전에 승부가 난 경기도 승패로 간주된다.
| 순위 | 팀                | 경기수 | 승 | 무 | 패 | 득 | 실 | 득실차 | 승점 | 결과             |
| ---- | ----------------- | ------ | -- | -- | -- | -- | -- | ------ | ---- | ---------------- |
| 1    | 우루과이          | 5      | 5  | 0  | 0  | 20 | 2  | +18    | 10   |                  |
| 2    | 스위스            | 6      | 4  | 1  | 1  | 15 | 6  | +9     | 9    |                  |
| 3    | 스웨덴            | 5      | 3  | 1  | 1  | 18 | 5  | +13    | 7    |                  |
| 4    | 네덜란드          | 5      | 2  | 1  | 2  | 11 | 7  | +4     | 5    |                  |
| 5    | 이탈리아          | 3      | 2  | 0  | 1  | 4  | 2  | +2     | 4    | 8강전에서 탈락   |
| 6    | 프랑스            | 2      | 1  | 0  | 1  | 4  | 2  | +3     | 2    | 8강전에서 탈락   |
| 7    | 자유 아일랜드     | 2      | 1  | 0  | 1  | 4  | 2  | +3     | 2    | 8강전에서 탈락   |
| 8    | 이집트            | 2      | 1  | 0  | 1  | 3  | 5  | -2     | 2    | 8강전에서 탈락   |
| 9    | 체코슬로바키아    | 3      | 1  | 1  | 1  | 6  | 4  | +2     | 3    | 16강전에서 탈락  |
| 10   | 헝가리            | 2      | 1  | 0  | 1  | 5  | 3  | +2     | 2    | 16강전에서 탈락  |
| 11   | 미국              | 2      | 1  | 0  | 1  | 1  | 3  | -2     | 2    | 16강전에서 탈락  |
| 12   | 불가리아          | 1      | 0  | 0  | 1  | 0  | 1  | -1     | 0    | 16강전에서 탈락  |
| 13   | 룩셈부르크        | 1      | 0  | 0  | 1  | 0  | 2  | -2     | 0    | 16강전에서 탈락  |
| 14   | 루마니아          | 1      | 0  | 0  | 1  | 0  | 6  | -6     | 0    | 16강전에서 탈락  |
| 15   | 라트비아          | 1      | 0  | 0  | 1  | 0  | 7  | -7     | 0    | 16강전에서 탈락  |
| 16   | 벨기에            | 1      | 0  | 0  | 1  | 1  | 8  | -7     | 0    | 16강전에서 탈락  |
| 17   | 스페인            | 1      | 0  | 0  | 1  | 0  | 1  | -1     | 0    | 1라운드에서 탈락 |
| 18   | 에스토니아        | 1      | 0  | 0  | 1  | 0  | 1  | -1     | 0    | 1라운드에서 탈락 |
| 19   | 터키              | 1      | 0  | 0  | 1  | 2  | 5  | -3     | 0    | 1라운드에서 탈락 |
| 20   | 폴란드            | 1      | 0  | 0  | 1  | 0  | 5  | -5     | 0    | 1라운드에서 탈락 |
| 21   | 유고슬라비아 왕국 | 1      | 0  | 0  | 1  | 0  | 7  | -7     | 0    | 1라운드에서 탈락 |
| 22   | 리투아니아        | 1      | 0  | 0  | 1  | 0  | 9  | -9     | 0    | 1라운드에서 탈락 |

## 메달리스트

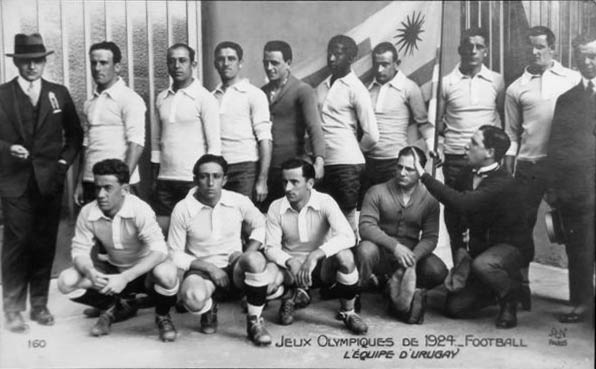
이 대회에서 금메달을 획득한 우루과이 선수단

| 금메달 | 은메달 | 동메달 |
| 우루과이 (URU) - 호세 레안드로 안드라데 - 페드로 아리스페 - 페드로 카세야 - 페드로 세아 - 루이스 치아파라 - 페드로 에체고옌 - 알프레도 기에라 - 안드레스 마살리 - 호세 나사시 - 호세 나야 - 페드로 페트로네 - 앙헬 로마노 - 솔리오 살돔비데 - 엑토르 스카로네 - 파스콸 솜마 - 움베르토 토마시나 - 안토니오 우르디나란 - 산토스 우르디나란 - 페르민 우리아르테 - 호세 비달 - 알프레도 시베치 - 페드로 싱고네 | 스위스 (SUI) - 막스 아베글렌 - 펠릭스 베두레 - 샤를 부비에르 - 발터 디트리히 - 칼 에렌볼거 - 파울 페슬러 - 구스타프 고텐키니 - 장 하그 - 마르첼 카츠 - 에드몬트 크라머 - 아돌프 멩고티 - 아우구스트 오버하우저 - 로페르 파슈 - 아론 폴리츠 - 한스 풀버 - 루돌프 람사이어 - 아돌프 레몽 - 루이 리샤르 - 테오 셰어 - 파울 슈미들린 - 파울 스투르세네헤르 - 발터 바일러 | 스웨덴 (SWE) - 악셀 알프레드손 - 샤를레스 브로메손 - 구스타프 칼손 - 알빈 달 - 스벤 프리베리 - 칼 구스타프손 - 프리툐프 힐렌 - 콘라트 히어시 - 군나르 홀름베리 - 페르 카우펠트 - 토레 켈러 - 루돌프 코크 - 시그프리드 린베리 - 비고르 린베리 - 스벤 린퀴스트 - 에버트 룬퀴스트 - 스텐 멜그렌 - 군나르 올손 - 스벤 리델 - 하리 순베리 - 토르스텐 스벤손 - 로버트 잔더 |

## 득점자
7골

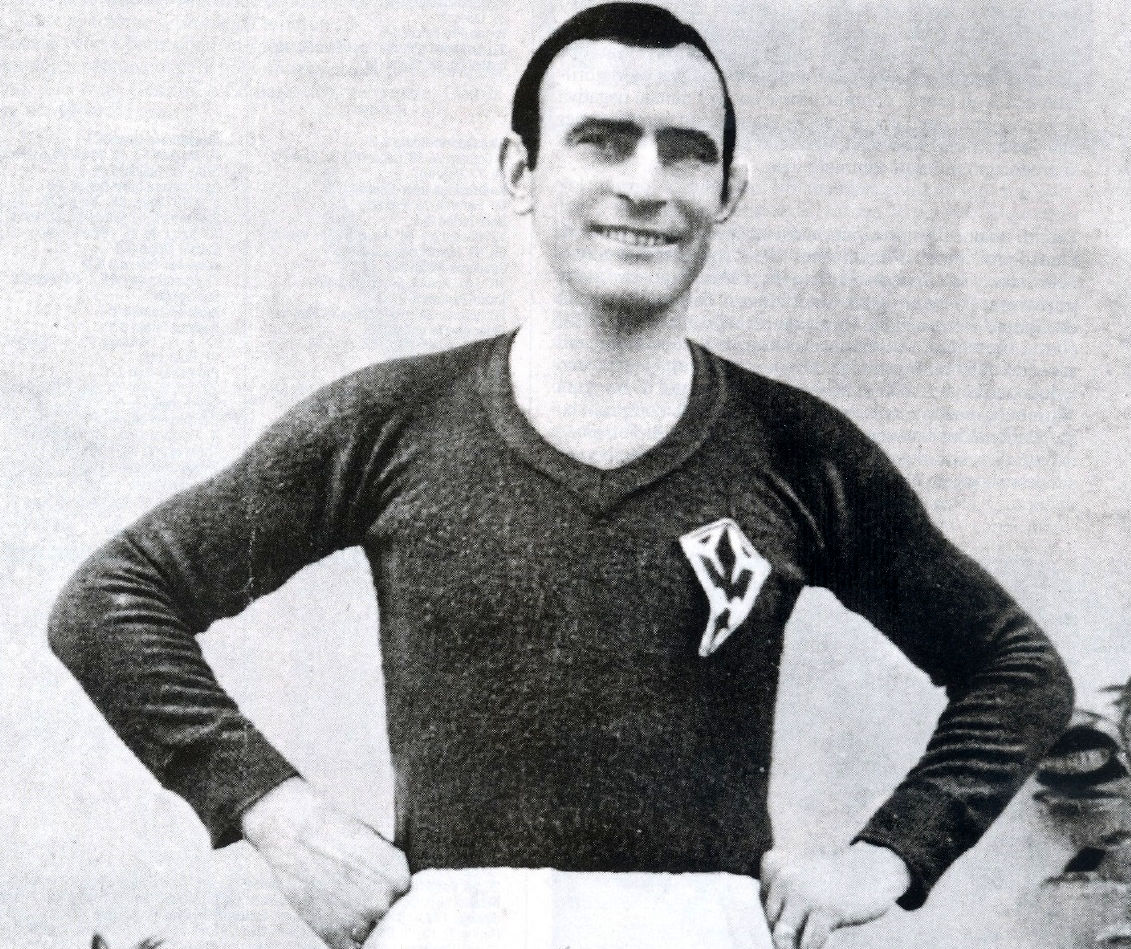
대회 최다 득점자인 우루과이의 페드로 페트로네는 이 대회에서 7골을 기록했다.

- 페드로 페트로네 (우루과이)

6골
- 막스 아베글렌 (스위스)

5골
- 케이스 페일 (네덜란드)
- 스벤 리델 (스웨덴)
- 파울 스투르세네헤르 (스위스)
- 엑토르 스카로네 (우루과이)

4골
- 페드로 세아 (우루과이)
- 푸테 코크 (스웨덴)

3골
- 에두아르 크뤼 (프랑스)
- 폴 니콜라 (프랑스)
- 오크 포르메노이 (네덜란드)
- 샤를레스 브로메손 (스웨덴)
- 페르 카우펠트 (스웨덴)
- 앙헬 로마노 (우루과이)

2골
- 요제프 세들라체크 (체코슬로바키아)
- 루돌프 슬로우프 (체코슬로바키아)
- 이브라힘 야칸 (이집트)
- 장 보예르 (프랑스)
- 주세페 델라 발레 (이탈리아)
- 발터 디트리히 (스위스)
- 베키르 레페트 (터키)
- 히르처 페렌츠 (헝가리)
- 오퍼터 졸탄 (헝가리)

1골
- 앙리 라르노에 (벨기에)
- 요제프 차페크 (체코슬로바키아)
- 얀 노바크 (체코슬로바키아)
- 후세인 헤가지 (이집트)
- 에이젠호퍼 요셰프 (헝가리)
- 패디 던컨 (자유 아일랜드)
- 프랭크 겐트 (자유 아일랜드)
- 아돌포 발론치에리 (이탈리아)
- 앙드레 르 페브르 (네덜란드)
- 알베르트 휘르흐로녜 (네덜란드)
- 얀 더 나트리스 (네덜란드)
- 토레 켈러 (스웨덴)
- 에베르트 룬퀴스트 (스웨덴)
- 로베르 파슈 (스위스)
- 루돌프 람사이어 (스위스)
- 앤디 스트레이든 (미국)
- 호세 비달 (우루과이)

자책골
- 페드로 바야나 (스페인, 이탈리아전)